# Hsu-nami
Hsu-nami — американская инструментальная рок-группа, основанная в 2005 году. Названа по имени основателя и фронтмена Джека Сю (англ. Jack Hsu), американца тайваньского происхождения, играющего на китайской народной скрипке эрху. Помимо эрху, в состав группы входят гитары, клавишные и ударные. В названии обыгрывается написание на английском слова tsu-nami "цунами", ассоциирующегося с Юго-Восточной Азией, родиной эрху и Сю - слово "цунами" было прозвищем Сю.
Группа была основана молодыми музыкантами, близкими к Колледжу Рамапо в городе Мауа, штат Нью-Джерси. Hsu-nami успели сыграть в легендарном клубе CBGB, выступали на разогреве у таких коллективов, как Yellowcard и Nightmare of You. В 2007 году вышел первый альбом группы Entering the Mandala. Международная известность пришла к группе после того, как на Олимпийских играх 2008 года в Пекине композиция Hsu-nami Rising of the Sun была использована как официальная мелодия мужской сборной Китая по баскетболу. В 2009 году был выпущен второй альбом группы, The Four Noble Truths.

## Состав группы
- Джек Сю — эрху
- Брент Бергхольм — гитара
- Деррил Селлерс — бас-гитара
- Джон Мэнна — ударные
- Дана Голдберг — клавишные (с 2009 г.)

### Прежние участники
- Винни Белькастро — ритм-гитара (2005—2007)
- Тони Эйчили — ритм-гитара (2008—2011)
- Адам Тот — клавишные (2005—2008)